# 선호아현
선호아현(베트남어: Huyện Sơn Hòa / 縣山和)은 베트남 남중부 지방 푸옌성의 현이다.

## 행정 구역
선호아현은 1시진 13사를 관할하고 있다.

### 시진
- 꿍선 시진 (Thị trấn Củng Sơn, 拱山市鎭)

### 사
- 까루이 사 (Xã Cà Lúi, 歌磊社)
- 에아짜랑 사 (Xã Ea Chà Rang)
- 끄롱파 사 (Xã Krông Pa)
- 프억떤 사 (Xã Phước Tân, 福新社)
- 선딘 사 (Xã Sơn Định, 山定社)
- 선하 사 (Xã Sơn Hà, 山河社)
- 선호이 사 (Xã Sơn Hội, 山會社)
- 선롱 사 (Xã Sơn Long, 山隆社)
- 선응우옌 사 (Xã Sơn Nguyên, 山原社)
- 선프억 사 (Xã Sơn Phước, 山福社)
- 선쑤언 사 (Xã Sơn Xuân, 山春社)
- 수오이박 사 (Xã Suối Bạc, 率北社)
- 수오이짜이 사 (Xã Suối Trai, 率齋社)